# Bartolomeo Raimondi
Bartolomeo Raimondi (XIV secolo – 15 giugno 1406) è stato un vescovo cattolico italiano, del monastero dei santi Nabore e Felice e della chiesa della Madonna del Monte; apparteneva all'Ordine dei Monaci Neri di San Benedetto, figlio di Bonaccursio, vescovo di Bologna dal 1392 al 1406.

## Biografia
Alla morte del vescovo napoletano cardinale Filippo Carafa (1389), e dopo una breve reggenza da parte di Cosimo de' Migliorati (poi eletto papa con il nome di Innocenzo VII), Bartolomeo fu eletto vescovo dal Consiglio generale di Bologna il 21 agosto 1392 e poi confermato da papa Bonifacio IX, il quale, tuttavia, non volle mai riconoscere legalità a questo sistema di elezione.

## Genealogia episcopale e successione apostolica
La genealogia episcopale è:
- Vescovo Bartolomeo Petri, O.F.M.
- Vescovo Bartolomeo Raimondi O.S.B.

La successione apostolica è:
- Cardinale Giovanni Niccolò delle Caselle Migliorati (1401)

## Opere
Nel giugno del 1390 officiò la cerimonia di posa della prima pietra per la costruzione della Basilica di San Petronio ed il 4 ottobre 1392 vi celebrò la prima messa; il 1º dicembre dello stesso anno prese ufficialmente possesso della diocesi.
Nel 1396 fece erigere un portico sulla facciata, nel 1398 una nuova sagrestia e nel 1400 nuove volte della Cattedrale di San Pietro a Bologna. Visse gli anni del grande scisma (1378-1417) durante il quale il papato era diviso fra Roma e Avignone; morì alle ore 2 del 15 giugno 1406.